# 吴淞炮台湾湿地森林公园
吴淞炮台湾湿地森林公园位于上海市宝山区，是上海最大的原生湿地公园。吴淞炮台湾原称杨家嘴，由于清政府曾在吴淞口建有水师炮台，故改称为现名。公园区域位于吴淞口的西北角，原为长江滩涂湿地，自20世纪60年代起，由废钢渣回填形成了公园的陆域部分。2005年，地方政府为改善区域生态环境，在此规划建造湿地森林公园。公园一期于2007年5月建成开放，二期则于2011年10月完工开放。
公园东濒长江，西倚炮台山，南讫塘后路，北至宝杨路，紧邻吴淞口国际邮轮码头，总面积约120万平方米，湿地面积约5.5万平方米。公园共设北门和西门两个门，西门位于塘后路206号，为公园正门。园内分为森林休闲观光区、谷地生态走廊区、荒漠景观区和滨水湿地景观区等多个区域。并设有长江河口科技馆、吴淞炮台纪念广场、木兰雅苑、贝壳剧场、矿坑花园和游船码头等活动休闲或纪念性场所。另外，长约2公里的沿江岸步行道可供游人休憩、观赏江景。
此外，公园还是沪上的野趣点之一，园内滩涂上螃蟹成群，更有种类丰富的越冬鸟群。

## 大事记
- 2005年11月，一期工程开工兴建；
- 2007年5月，吴淞炮台湾湿地森林公园一期建成开放；
- 2007年，获得中国国家建设部设立的“中国人居环境范例奖” [2]；
- 2008年11月，二期工程开工兴建；
- 2008年12月28日，在“改革开放30年上海城市建设优秀成果”评选中，被授予银奖[3]；
- 2009年底，被上海市绿化和市容管理局评为“上海市文明示范公园”[4]；
- 2010年，荣获“IFLA亚太区第七届风景园林奖”管理类第二名[5]；
- 2011年10月17日，吴淞炮台湾湿地森林公园二期正式开园；
- 2012年底，被评“为国家4A级旅游景区”[6]；
- 2013年初，被定为“上海市五星级公园”[7]；
- 2013年，在由青年报与上海市公公园管理服务中心承办的“青年人最喜爱的上海十大公园”评选活动中荣获“青年人喜爱的上海十大公园最具人气奖”[8]；
- 2014年，通过了中国国家林业局初步审查，正式成为“国家级湿地公园（试点）单位”[9]。

## 主要景点
- 镜湖映影
- 瀑布溪流
- 滨江湿地
- 森林氧吧
- 矿坑花园
- 木兰雅苑[註 2]

## 主要设施
- 湖心摇曳（一座红色木板吊桥）
- 贝壳剧场
- 游船码头
- 吴淞炮台纪念广场
- 上海长江河口科技馆
- 枕江栈道
- 滨江步道
- 倚翠亭、知翠亭等

## 公园特色
- 南极石 - 为石榴子石片麻岩矿石标本，由中国极地研究中心中国第26次南极考察队于2010年2月15日采集自南极大陆拉斯曼丘陵中山站附近，重约4.05吨[11]

## 开放时间
- 春夏季：04月1日至06月30日-05:00～18:00
- 夏秋季：07月1日至09月30日-05:00～19:00
- 秋冬季：10月1日至03月31日-06:00～18:00

## 门票（已取消）
- 公園曾經设有普通门票、月票、半年票和年票。2020年起免費開放[12]。

## 交通线路
- 公交线路
  - 719路 - 海江新村站
  - 宝山7路、宝山11路、宝山23路 - 塘后路双城路站

## 附近
- 吴淞口国际邮轮码头
- 上海市基督教吴淞堂
- 宝山临江公园
- 宝山烈士陵园
- 永清苑
- 海军上海博览馆
- 上海长江河口科技馆

## 外部連結
- 吴淞炮台湾湿地森林公园 官方网站